# Patta Peken
Patta Peken var ett naturreservat i Piteå kommun i Norrbottens län. Reservatet uppgick 6 december 2018 i naturreservatet Kallfjärden
Området var naturskyddat sedan 1997 och är 18,9 kvadratkilometer stort. Reservatet omfattade ett antal låglänta öar i den yttersta delen av Piteå norra skärgård. Reservatet består av lövdominerad skog.